# Dinegro (stacja metra)
Dinegro – stacja metra w Genui, położona na jedynej linii sieci. 
Znajduje się w San Teodoro, pod placem o tej samej nazwie, od którego pochodzi jego nazwa, w pobliżu Villa Di Negro Rosazza dello Scoglietto i niedaleko Matitone w kierunkowej dzielnicy San Benigno. Na powierzchni znajdują się węzły przesiadkowe z licznymi liniami autobusowymi i trolejbusowymi. W pobliżu znajduje się terminal promowy.
Zaprojektowana przez architekta Renzo Piano, oficjalna inauguracja stacji odbyła się 13 czerwca 1990. 